# Lorena Navarro
Lorena Navarro Domínguez (* 11. November 2000 in Madrid) ist eine spanische Fußballspielerin.

## Karriere

### Verein
Lorena Navarro begann beim Verein Centro Deportivo Vallecas mit dem Fußballsport. Im Alter von 13 Jahren wechselte sie zum Frauenfußballverein Madrid CFF, wo sie sowohl in der ersten Mannschaft als auch in der A-Jugend spielte. Mit ihrer Mannschaft scheiterte sie 2014/15 und 2015/16 jeweils erst im Playoff um den Aufstieg in die Primera División. Im Sommer 2016 wechselte Lorena Navarro zum Lokalrivalen CD Tacón, mit dem ihr in der Saison 2018/19 schließlich der Aufstieg in die Primera División gelang. In ihrer ersten Saison in der höchsten Spielklasse brachte sie es in 20 Einsätzen auf drei Tore. Zur Saison 2020/21 wurde CD Tacon von Real Madrid übernommen und zur Frauenfußballsektion der „Königlichen“. Hier verbrachte Lorena Navarro drei Spielzeiten, in denen sie meist von der Bank kam, jedoch in ihren ersten zwei Jahren einige wichtige Tore erzielen konnte, darunter auch den ersten Treffer in der Geschichte von Real Madrid in der Gruppenphase der Women’s Champions League. In der Saison 2022/23 wurde sie kaum noch berücksichtigt und wechselte im Anschluss zum Ligakonkurrenten Real Sociedad, wo sie einen Zweijahresvertrag unterschrieb.

### Nationalmannschaft
Lorena Navarro gewann mit der spanischen U-17-Nationalmannschaft die Europameisterschaft 2015, sie selbst brachte es in vier Einsätzen auf einen Treffer. Im Mai 2016 bestritt sie die U-17-EM, bei der die spanische Nationalmannschaft erst im Finale im Elfmeterschießen gegen Deutschland verlor und Lorena Navarro beendete das Turnier mit fünf Toren aus ebenso vielen Spielen als Torschützenkönigin. Wenige Monate später stand sie im Aufgebot der Ibererinnen bei der U-17-WM. Ihre Mannschaft scheiterte im Halbfinale an Japan und beendete das Turnier auf dem dritten Platz. Lorena Navarro brachte es in fünf Einsätzen auf acht Tore und wurde, wie schon bei der Europameisterschaft, Torschützenkönigin. Bei der U-17-EM 2017 erreichte sie mit Spanien das Endspiel und scheiterte wie im Jahr davor im Elfmeterschießen an Deutschland. Im Zuge der Qualifikation für die EM-2018 feierte Lorena Navarro ihr Debüt in der U-19 Spaniens, im Endrundenkader wurde sie jedoch nicht berücksichtigt.

## Erfolge
Nationalmannschaft
- U-17-Fußball-Europameisterschaft der Frauen: 2015

Persönliche Ehrungen
- Torschützenkönigin bei der U-17-Weltmeisterschaft 2016
- Torschützenkönigin bei der U-17-Europameisterschaft 2016